# 花のお江戸のタクシードライバー
『花のお江戸のタクシードライバー』（はなのおえどのタクシードライバー）は、しゃけのぼるの作品。2002年（平成14年）8月15日、PHP文庫から書き下ろしにて刊行された。
著者が1998年（平成10年）から2000年（平成12年）までタクシー乗務員として勤務したことで感じたさまざまな事象を描いたエッセイで（その後、著者は2002年（平成14年）から再びタクシー乗務員に復帰している）、著者自身によるかわいいイラストが各所に添えられている。

## 書誌情報
- 『花のお江戸のタクシードライバー : やってみました! : 東大出てから15年、オイラの乗務奮闘記』 PHP研究所、2002年8月、ISBN 4569577741